# Amma (divinité)
Pour les articles homonymes, voir Amma.
Amma est le dieu suprême de la cosmogonie des Dogon du Mali, celui qui a créé l'univers,,.